# 長田野工業団地
長田野工業団地（おさだのこうぎょうだんち）は、京都府福知山市の長田野町に所在する工業団地。

## 概要
工業団地は福知山市中心部から東へ4キロメートルほどの、標高70メートルの長田野台地に位置し、かつては陸軍の演習場であり、隣接地に現在も陸上自衛隊長田野演習場がある。その後は一部開拓地となったが、ほとんど手付かずの広大な原野であった。
蜷川虎三京都府知事は1974年（昭和49年）、府北部の産業振興のため工業団地造成を行い、企業誘致を行った。総面積は約400ヘクタールにもわたり、関西の内陸部にある工業団地としては最大級。1987年に舞鶴自動車道（現・舞鶴若狭自動車道）の福知山インターチェンジが工業団地に接する地に設けられ、翌年には中国自動車道と接続。京阪神地区と自動車で2時間程度で行き来できるようになった。
計画当時は公害が大きな社会問題となっており、公害を出さないクリーンな工業団地を特徴とするよう目指した。排水や排煙に関するより厳しい基準のほか、建ぺい率50%以下、工場内外に公園・緑地を確保すること等、市と誘致企業で公害防止協定を結び、各社間で環境保全協定を結んでいる。
現在、39社が立地。2018年度の製造品出荷額は2,921億6,776万7千円と、過去最多となった。

## 主な立地企業
上場企業
- 日本通運舞鶴支店福知山事業所
- エスペック福知山工場
- 神戸製鋼所福知山工場
- 三晃金属工業福知山営業所・長田野製作所
- タツタ電線京都工場
- 日本ピラー工業福知山事業所
- 扶桑化学工業京都第一工場・京都第二工場
- 松尾電機福知山工場
- SECカーボン京都工場

非上場企業
- 浅田可鍛鋳鉄所本社・福知山工場
- 天藤製薬福知山工場
- カワイ電線福知山工場
- 関西金属工業所福知山工場・長田野工場
- 京都薬品工業長田野工場
- クラシエフーズ福知山工場
- 呉羽製鋼福知山工場
- 交洋ファインケミカル福知山工場
- サンキン福知山工場・長田野工場
- 三和ハイドロテック京都工場
- 大洋発條長田野工場
- アリナミンファーマテック本社
- 東洋製鉄福知山工場
- 東洋ライト福知山工場
- ナガセケムテックス福知山事業所
- 日東薬品工場京都工場
- 日本血液製剤機構福知山工場
- 日本製紙クレシア京都工場
- ニンバリ本社・本社工場・長田野工場
- パナソニック ライティングデバイス長田野工場
- ヒエン電工長田野工場
- ブリヂストントレッドシステム本社・本社工場
- ヤマウチ京都福知山工場
- GSユアサテクノロジー本社・長田野営業所
- KOBEウェルディングワイヤ本社・本社工場

## 進出・撤退企業
- 2008年（平成20年）7月：三精輸送機が工場閉鎖。
- 2012年（平成24年）3月：阪和スチールサービスが工場閉鎖
- 2017年（平成29年）3月：日立マクセルが工場閉鎖
- 2021年（令和3年）12月：京都銀行が支店閉鎖

## アクセス
- 舞鶴若狭自動車道・福知山ICに隣接
- 国際貿易港舞鶴港へは車で30分。
  - 中国定期コンテナ航路（天津－青島－大連－舞鶴－天津）
  - 韓国定期コンテナ航路（釜山－舞鶴－釜山）
  - ナホトカ定期航路（ナホトカ－舞鶴－ナホトカ）